# ناحیه صوران
ناحیه صوران (به عربی: ناحیة صوران) یک ناحیه در سوریه است که در منطقه حماه واقع شده‌است. ناحیه صوران ۹۰٬۶۵۴ نفر جمعیت دارد.